# Aleksandr Vertinski
Aleksandr Nikolajevitsj Vertinski (Russisch:Александр Николаевич Вертинский) (Kiev, 8 maart/20 maart 1889 - Leningrad, 21 mei 1957) was een Russisch zanger en acteur.

## Biografie
Vertinski werd geboren in Kiev, maar verhuisde in 1912 naar Moskou. Vanaf 1915 speelde hij Pierrot en zette hij gedichten van de dichters van de Zilveren Eeuw (Marina Tsvetaeva, Aleksandr Blok en Anna Achmatova) op zang. Reeds voor de Februarirevolutie in 1917 was hij een bekende artiest. Na de Oktoberrevolutie emigreerde Vertinski naar Constantinopel, en werkte daar samen met artiesten als Fjodor Sjaljapin en Anna Pavlova. Van 1923 tot 1927 woonde hij in Polen, waar hij zijn eerste vrouw ontmoette. Hij vertrok naar Frankrijk en de Verenigde Staten, waar hij samenwerkte met Marlene Dietrich en Charles Chaplin. Na een kort verblijf in opnieuw Frankrijk, verhuisde Vertinski naar Shanghai, waar hij zijn tweede vrouw ontmoette en zijn oudste dochter Marianna geboren werd. In 1943 stonden de Sovjet-autoriteiten toe dat hij zou terugkeren naar de Sovjet-Unie. In Moskou werd zijn tweede dochter Anastasia geboren. Op 21 mei 1957 stierf Vertinski in hotel Astoria in Leningrad. Zijn beide dochters werden eveneens bekende actrices.